# بزم (ورزنه)
بزم (اصفهان)، روستایی از توابع بخش مرکزی  شهرستان ورزنه در استان اصفهان ایران است.

## جمعیت
این روستا در دهستان گاوخونی قرار دارد و براساس سرشماری مرکز آمار ایران در سال ۱۳۸۵، جمعیت آن ۷۱۵ نفر (۱۸۰خانوار) بوده‌است.